# Academia Musical de la Universidad de Montenegro
La Academia Musical de la Universidad de Montenegro (en montenegrino: Музичка Академија Универзитета Црне Горе) es una de las instituciones educativas de la Universidad de Montenegro.

## Historia
La Academia se encuentra en Cetiña,  en el edificio de la antigua embajada británica en Montenegro. La Academia de Música fue fundada en 1980, como parte de la Universidad Veljko Vlahovic (conocida hoy como la Universidad de Montenegro). La Academia se encontraba en Podgorica hasta 1996, cuando fue trasladada al edificio de la antigua Embajada del Reino Unido en Cetiña.
En noviembre de 2006, la Academia se convirtió en miembro de pleno derecho de la Asociación Europea de Conservatorios (AEC ).

## Organización
Los estudios de grado, así como especializaciones de postgrado y estudios de maestría se ofrecen en los siguientes ocho grupos de estudio: composición, dirección de orquesta, pedagogía general de música, piano, instrumentos de cuerda (violín, viola, violoncelo, contrabajo), instrumentos de viento (flauta, clarinete, trompeta, cuerno, trombón, oboe), guitarra y acordeón.